# 维西长叶柳
维西长叶柳（学名：Salix phanera var. weixiensis）为杨柳科柳属下的一个变种。

## 扩展阅读
- 維基物種上的相關：维西长叶柳